# Villa Monastero
Villa Monastero è una villa situata a Varenna in Provincia di Lecco e posta sulle rive del Lago di Como. La villa ospita un giardino botanico, una casa museo ed è centro convegni. 
Tra i convegni organizzati a Villa Monastero vi è la Scuola Internazionale di Fisica "Enrico Fermi", organizzata dalla Società Italiana di Fisica dal 1953. La scuola ha ospitato interventi di oltre trentaquattro premi Nobel.

## Storia
Villa Monastero è una villa eclettica di gusto nordico. L'edificio è inizialmente un monastero femminile cistercense fondato a fine XII secolo a Varenna da alcune suore sfollate dall'Isola Comacina. Quando poi Carlo Borromeo fece trasferire le suore in un altro monastero di loro fondazione a Lecco (1566) e Pio V soppresse l'ordine monastico (1567), la villa fu acquistata dal cortenovese Paolo Mornico (1569). Dalla vendita fu escluso l'oratorio di Santa Maria, che rimase aperto al pubblico fino al 1896, anno in cui fu spostato presso l'allora chiesetta di Santa Maria Maddalena (per l'occasione ribattezzata in Santa Maria delle Grazie).
All'inizio del Seicento la famiglia Mornico attuò una risistemazione della villa, realizzando nella facciata due loggiati simmetrici e trasformando un casolare rurale nell'attuale foresteria. Successivi interventi di ristrutturazione vennero intrapresi dall'ingegnere Pietro Genazzi, proprietario della villa a partire dal 1862. Sette anni dopo il complesso passò a Carolina Maumary, cognata di Massimo d'Azeglio, la quale ordinò una risistemazione degli attracchi per le barche. Tra il 1897 e il 1909 la villa fu poi ristrutturata e decorata in stile eclettico dal proprietario di allora, il tedesco Walter Erich Jacob Kees della città di Lipsia. L'ultimo intervento ampliò inoltre il giardino. Assieme alla villa, Kees acquistò anche l'oratorio di Santa Maria in Monastero e la vecchia portineria, che in seguito alla vendita da parte dei Mornico era stata adibita a filanda.
Durante la prima guerra mondiale, la villa seguì il destino toccato ad altri beni allora di proprietà tedesca (ad esempio Villa Carlotta), venendo confiscata. Affidata all'Opera nazionale combattenti, nel 1925 fu comprata dal naturalista milanese di origini svizzere Marco De Marchi, che nel 1936, tramite la moglie, donò la villa per lascito testamentario allo Stato Italiano affinché vi realizzasse un museo e un istituto per studi idrogeologici. Quest'ultimo fu inaugurato da Giuseppe Bottai nel 1940, anno in cui venne aperto al pubblico il giardino. Nel 1953 venne creato un centro per congressi scientifici, ospitando relatori come Enrico Fermi. Negli anni Settanta il compendio divenne di proprietà del Consiglio Nazionale delle Ricerche e la villa venne gestita dall'amministrazione della Provincia di Como; nel 1996, con l'istituzione delle nuove province, la sua gestione passò all'amministrazione della Provincia di Lecco che istituì la casa museo. Nel 2009 l'intero compendio venne acquistato dalla Provincia di Lecco. 

### Casa Museo
All'interno di Villa Monastero fu istituita e aperta al pubblico nel 2003 una casa museo, riconosciuto nel 2005 dalla Regione Lombardia. Già nel 1996 era stata realizzata la parte monumentale della Casa Museo con 14 sale con decorazioni originali e l'arredamento originale dei vari proprietari. Nel 2013, la casa museo era stata visitata da più di 40'000 visitatori. 

## Descrizione

### Parco
Nel parco, eclettico come la villa, trovano posto un piccolo tempio semicircolare neoclassico con scalinata in stile rococò (1904), una fontana ispirata a quella di palazzo Poldi Pezzoli e un pozzo in stile neoromanico. Il parco ospita inoltre il gruppo di sculture in marmo La Clemenza di Tito (1830), opera che Giovan Battista Comolli aveva realizzato per il giardino di villa Bagatti-Valsecchi dell'allora barone Galbiati ma che i successivi proprietari di quest'ultima villa avevano poi venduto a Walter Erich Jacob Kees. Nel 2022 La Provincia di Lecco avvia i lavori di recupero e valorizzazione architettonica e vegetazionale del Giardino botanico grazie ai fondi PNRR. Nel 2025 si completano i lavori di riqualificazione del giardino botanico ad opera dell’architetto paesaggista Valerio Cozzi che sapientemente riprende l’impostazione del giardino originaria di Kees e consolida l’identità del luogo con pochi nuovi inserimenti vegetazionali e la rimozione di specie improprie grazie ad una attenta selezione. Fra le specie vegetali introdotte si registra un raro esemplare di giovane Dracena cinnabari donata dal Direttore del Giardino della Minerva di Salerno, Dott. Luciano Mauro e posata dall’architetto Valerio Cozzi l'11 Aprile 2025 durante l'inaugurazione del Giardino botanico rinnovato.

### Casa Museo
La struttura si compone di tre porzioni: la chiesa, un corpo addossato sul lato nord della stessa, e il corpo principale.
La casa museo conserva la collezione di strumenti scientifici appartenuti a Giovanni Polvani (1892-1970, Presidente della Società Italiana di Fisica e del Consiglio Nazionale delle Ricerche) (strumenti di ottica, elettronica e meccanica)

## Galleria d'immagini

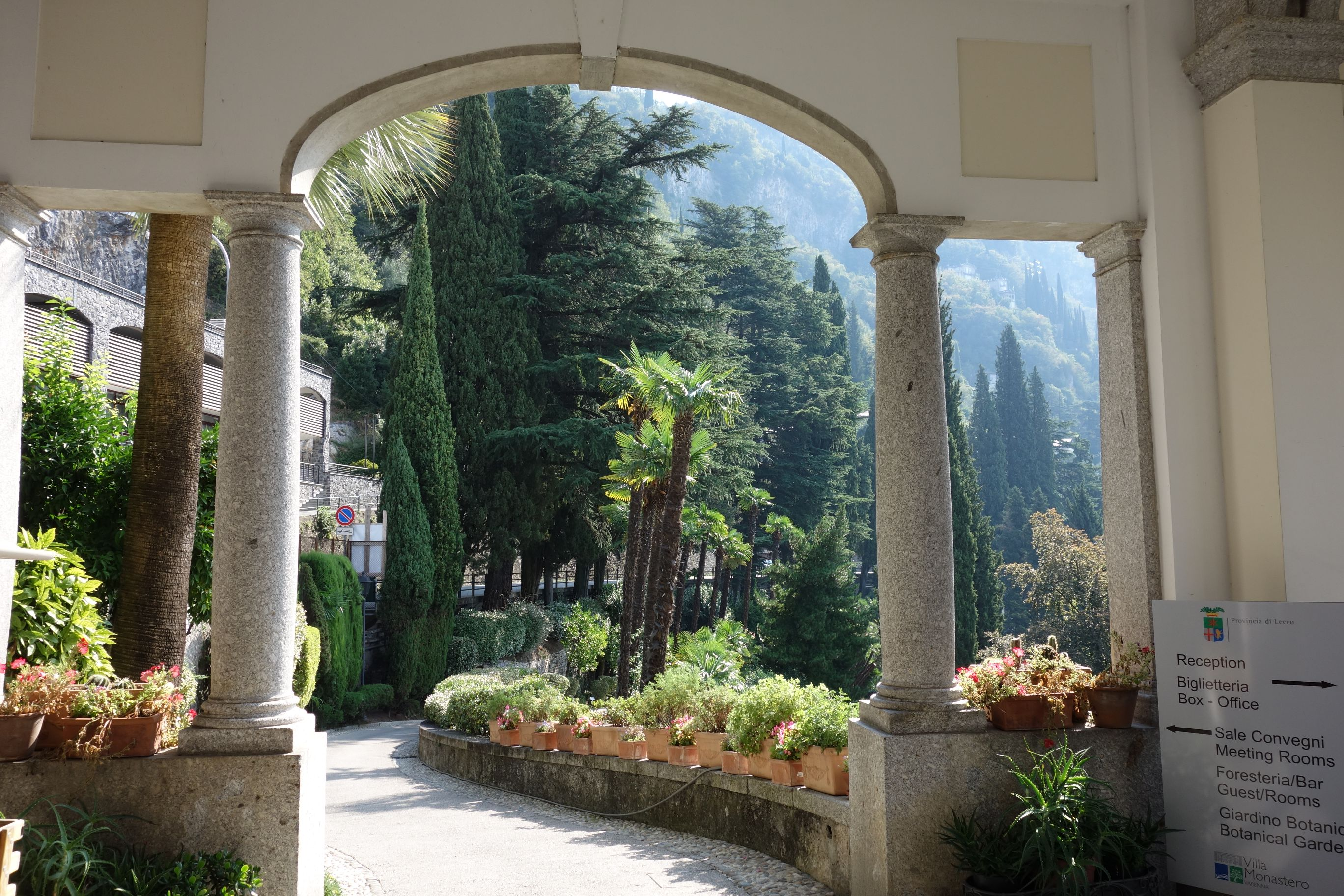
Entrata giardini Villa Monastero
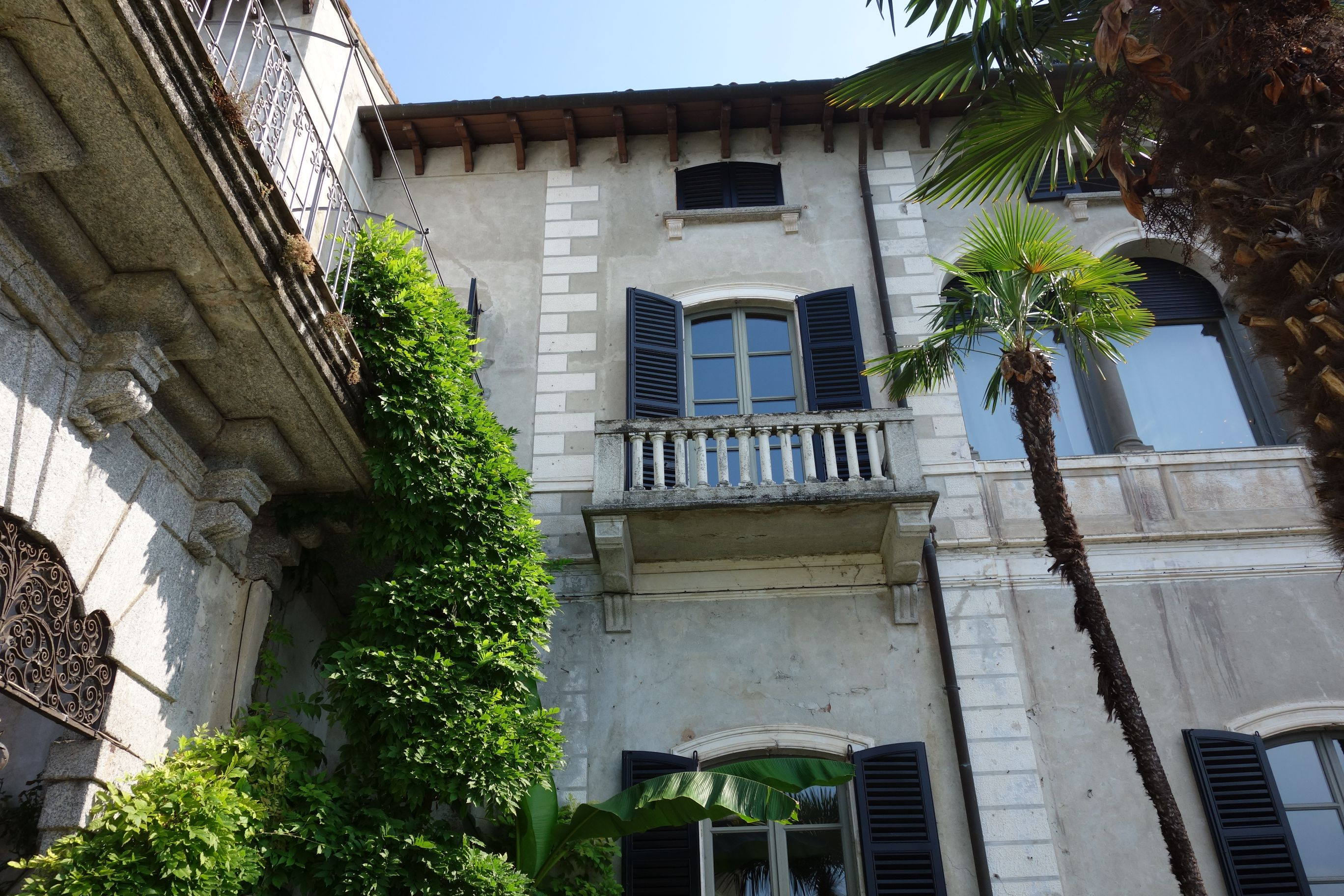
Facciata Villa Monastero
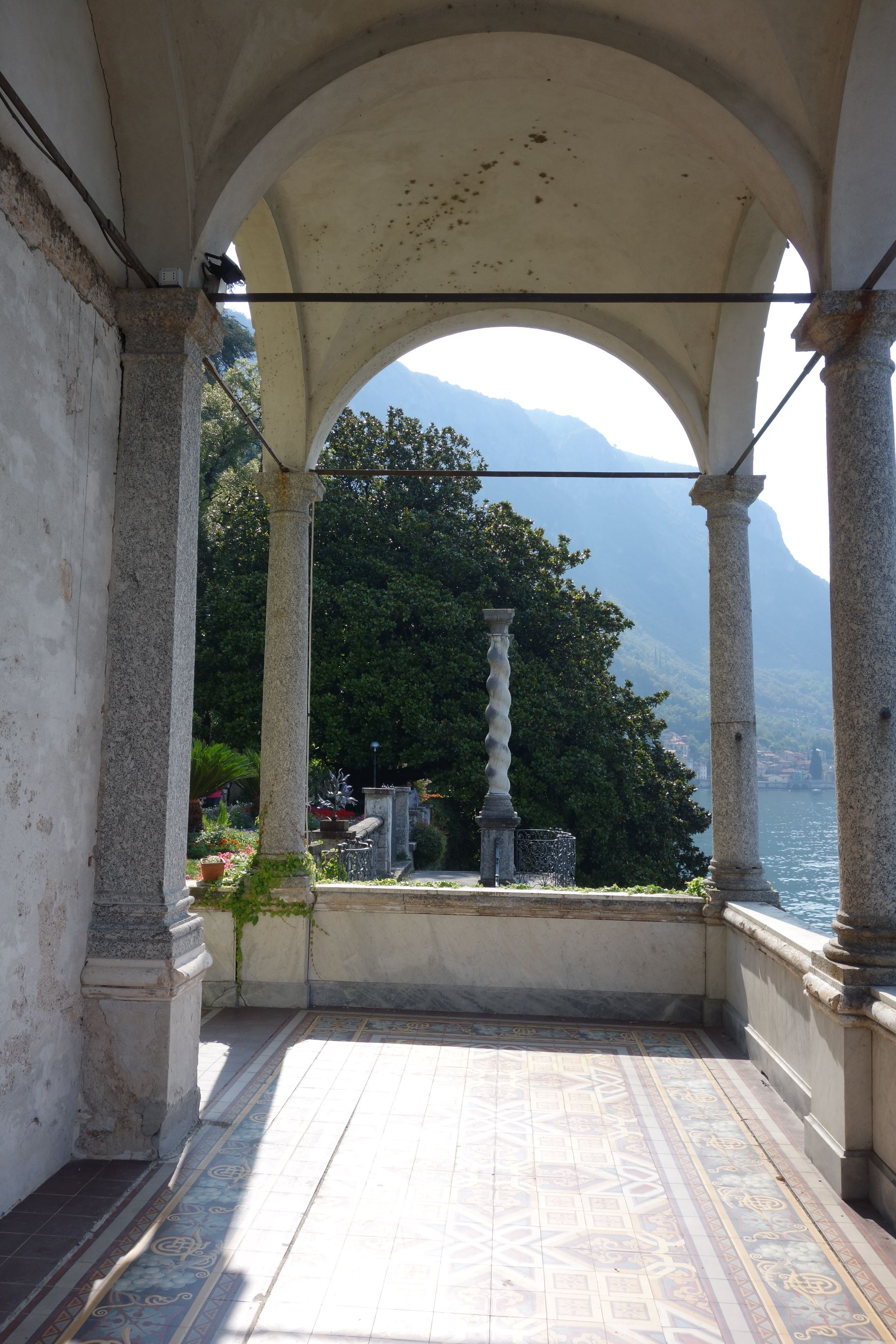
Architettura di Villa Monastero
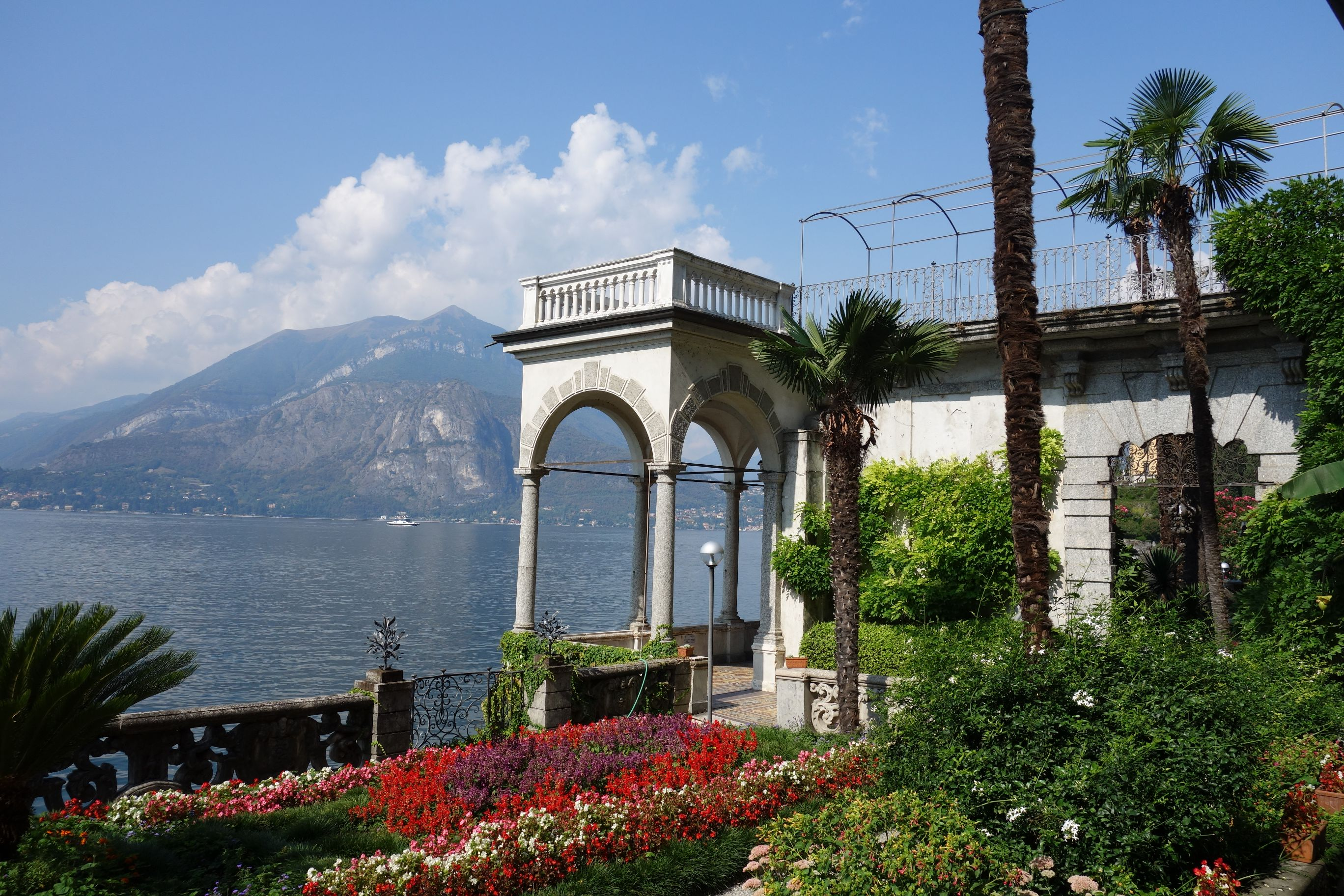
Giardino di Villa Monastero
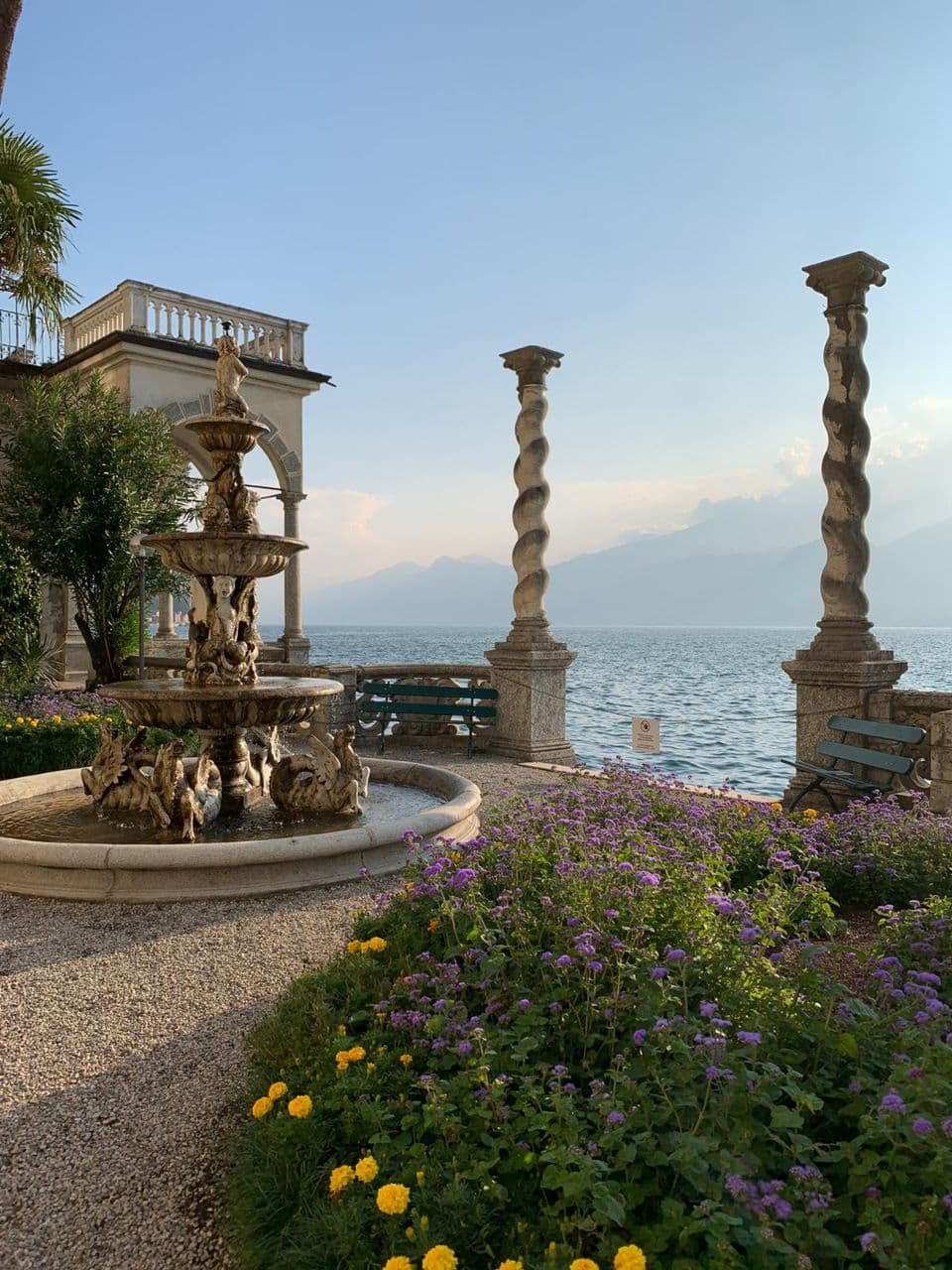
Giardino di Villa Monastero
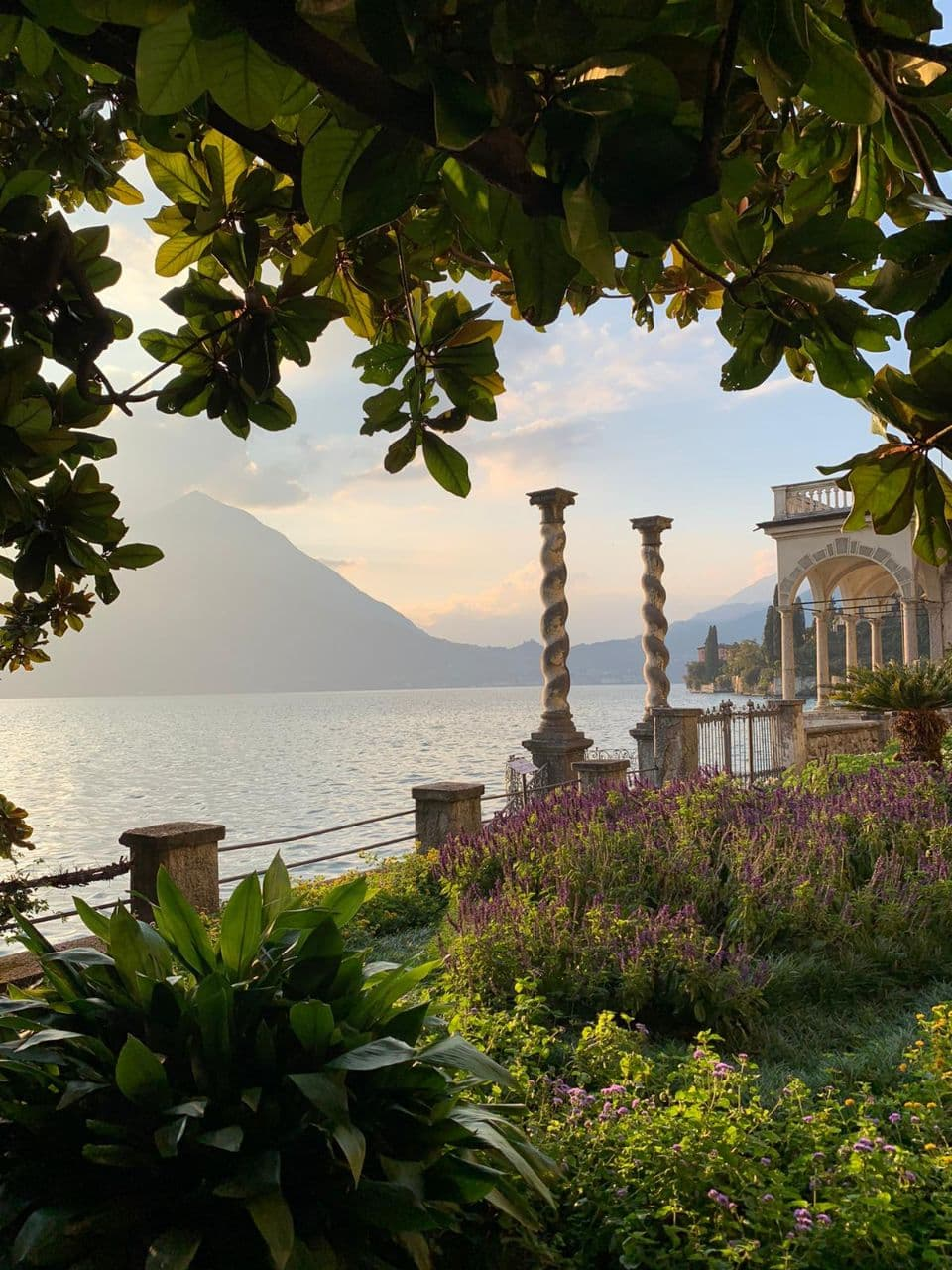
Giardino di Villa Monastero
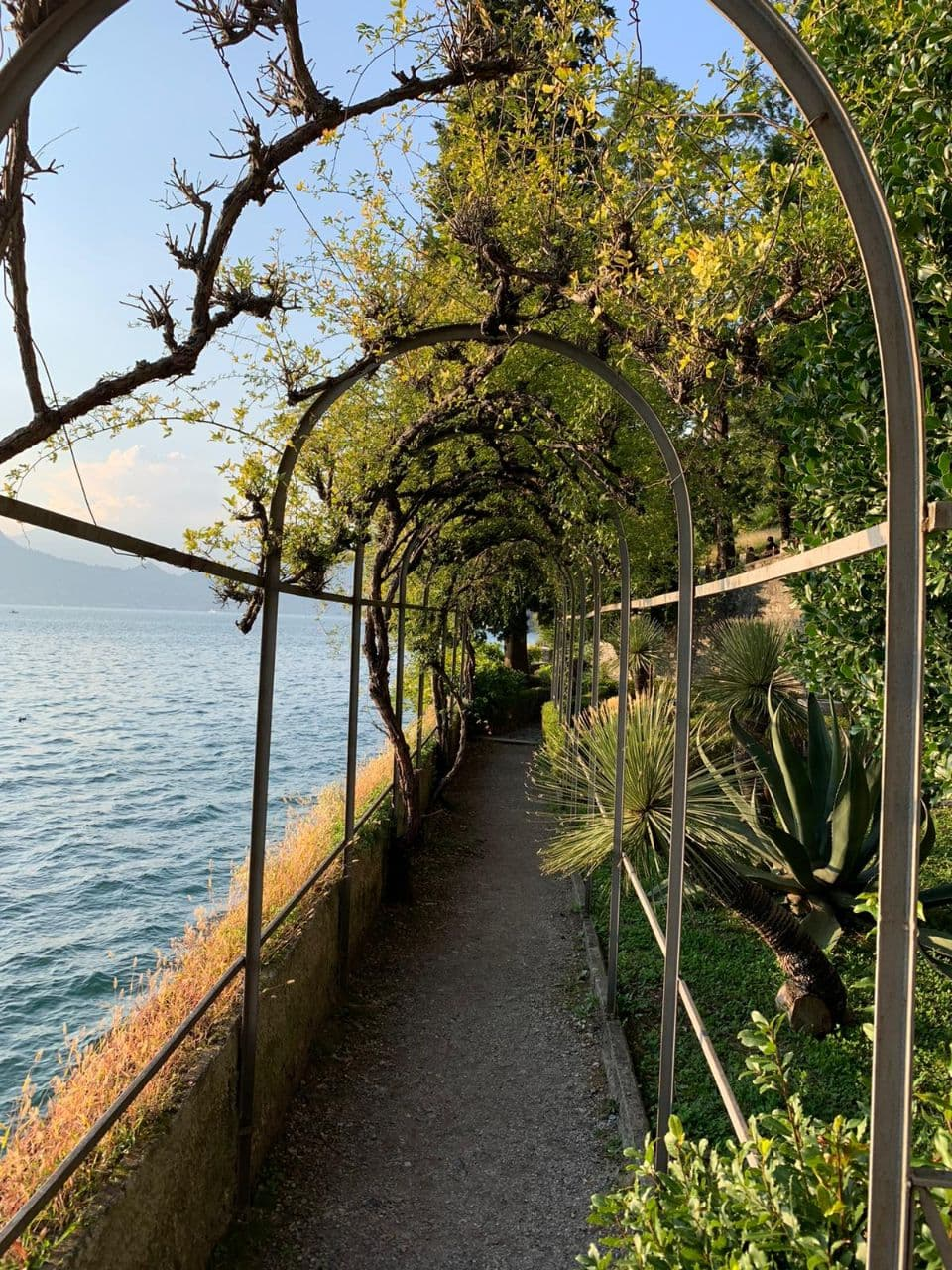
Giardino di Villa Monastero
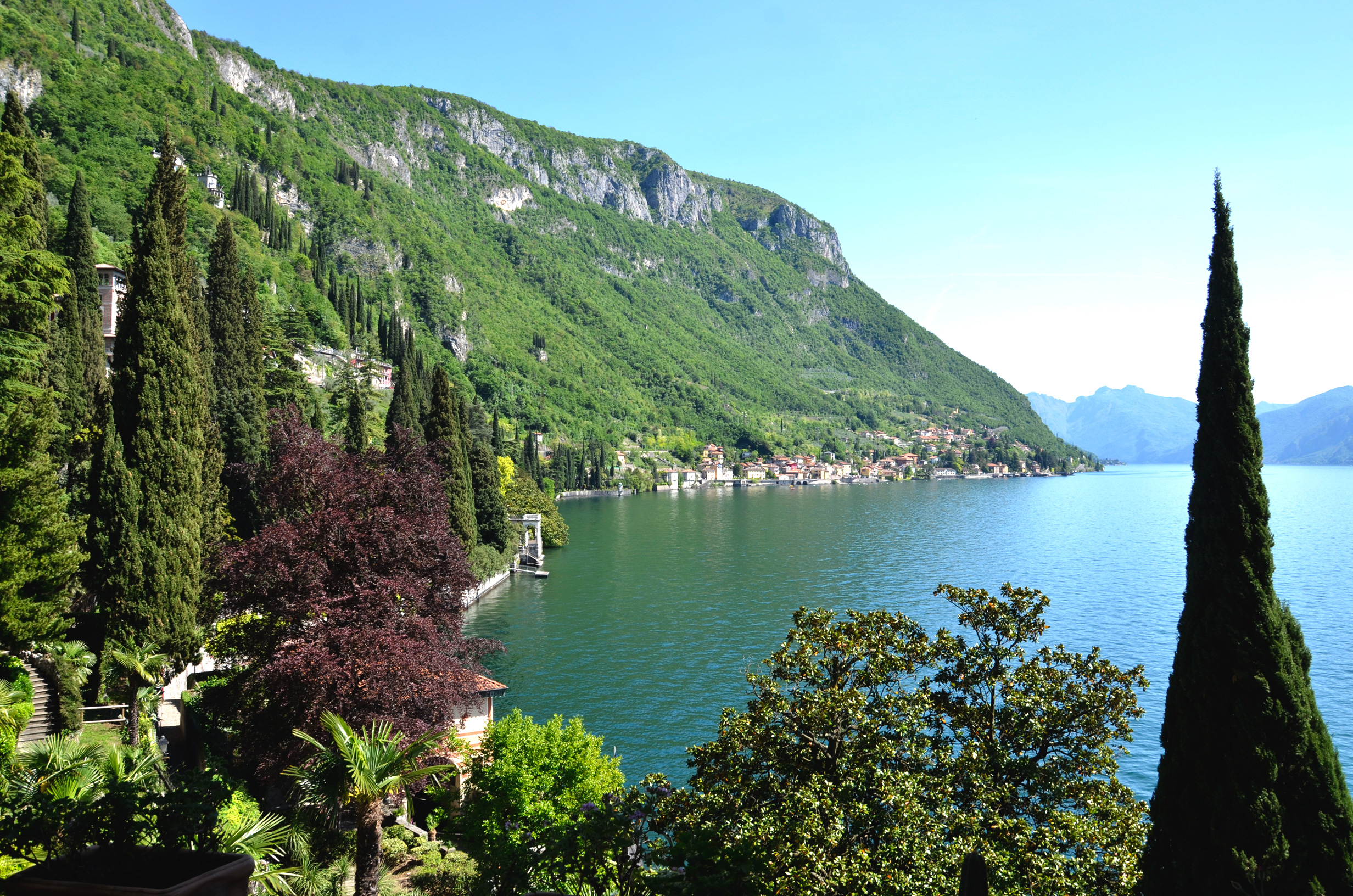
Vista sul Lago di Como
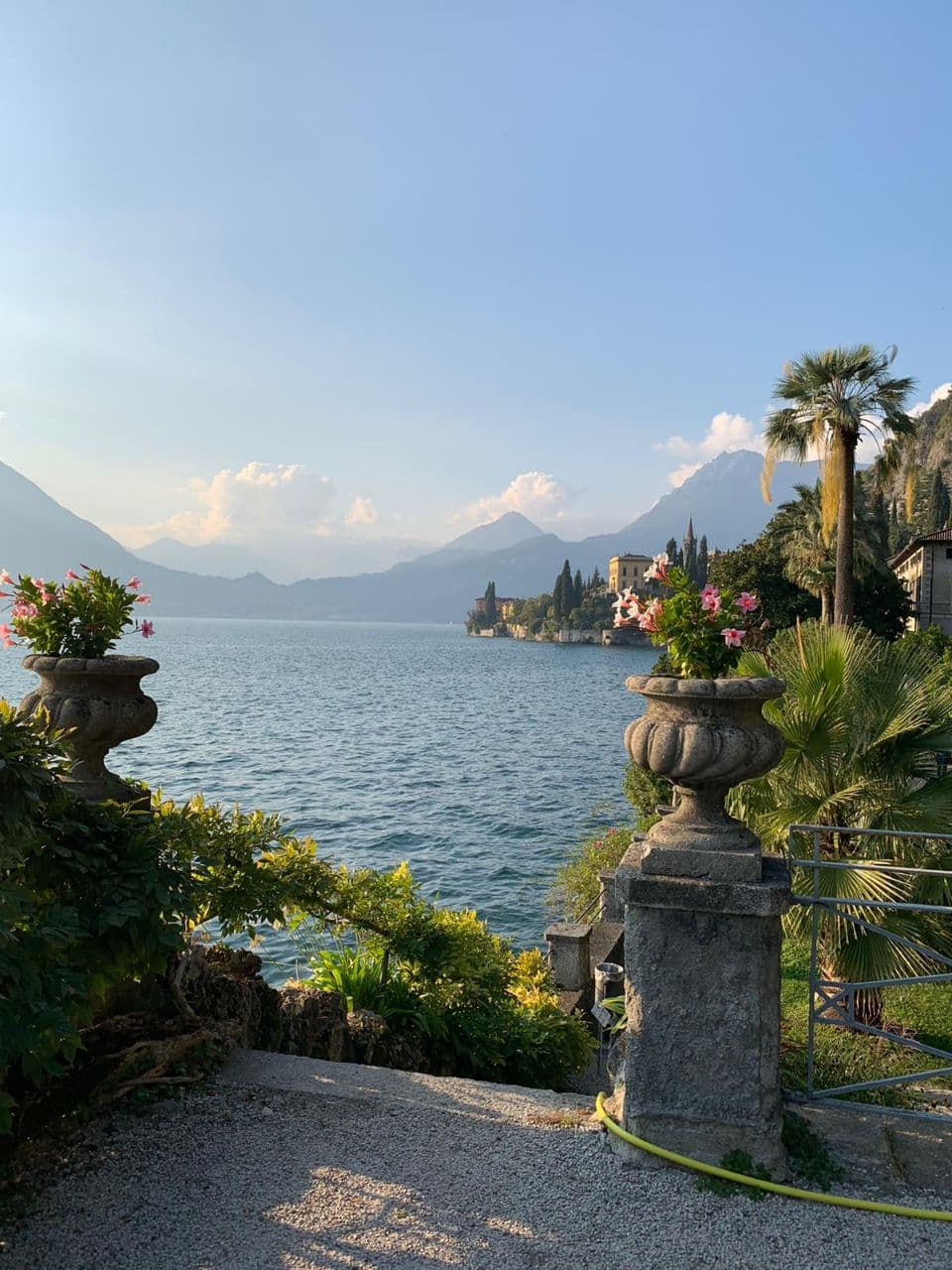
Vista sul Lago di Como